# Illa Kwasnycia
Illa Serhijowycz Kwasnycia, ukr. Ілля Сергійович Квасниця (ur. 20 marca 2003 we wsi Dorosziwci, w obwodzie czerniowieckim) – ukraiński piłkarz występujący na pozycji napastnika w klubie Ruch Lwów.

## Kariera klubowa
Wychowanek klubów Bukowyna Czerniowce, Szachtar Donieck, UFK Karpaty Lwów i Ruch Lwów, barwy których bronił w juniorskich mistrzostwach Ukrainy (DJuFL). Karierę piłkarską rozpoczął 20 września 2020 w drużynie juniorskiej Ruchu U-19, a 7 grudnia 2022 debiutował w podstawowym składzie lwowskiego klubu w zremisowanym 2:2 meczu z Czornomorcem Odessa. 6 sierpnia 2023 roku strzelił swego pierwszego gola. 

## Kariera reprezentacyjna
Występował w juniorskiej i młodzieżowej reprezentacjach Ukrainy.

## Sukcesy
Ruch Lwów U-19
- mistrz Ukrainy U-19: 2021/22, 2022/23